# Parafia Świętej Trójcy w Bogacicy
Parafia Świętej Trójcy – polska parafia rzymskokatolicka w Bogacicy, należąca do dekanatu Kluczbork w diecezji opolskiej.

## Historia parafii
Parafia w Bogacicy powstała w 1597 roku, jako protestancka wraz z wybudowaniem kościoła parafialnego. Po zakończeniu wojny trzydziestoletniej parafia przeszła w ręce katolików i należała wówczas do dekanatu oleskiego. W 1759 roku został utworzony dekanat bogacicki, do którego została dołączona parafia w Bogacicy. Obecny kościół parafialny został wybudowany w latach 1797–1805. W latach 1905–1906 remontowany i rozbudowany. Obiekt jest uznawany za perłę architektury sakralnej.

## Liczebność i zasięg parafii
W XIX wieku zasięg terytorialny parafii był bardzo rozległy. Obejmował miejscowości: Lasowice Wielkie, Lasowice Małe, Bierdzany, Tuły, Wołczyn i Bażany. W 1838 roku Lasowice Wielkie i Lasowice Małe utworzyły własną parafię, w 1841 roku podobnie uczyniły Bierdzany, w 1851 roku Tuły i Wołczyn, a w 1987 roku Bażany.
Obecnie w parafii zamieszkuje 2650 osób i obejmuje ona miejscowości:
- Bogacica,
- Borkowice,
- Wierzchy,
- Czaple Stare,
- Krężel,
- Markotów Mały,
- Nowa Wieś,
- Szklarnia,
- Zameczek,
- Żabieniec.

## Kościoły filialne
Do parafii należą kościoły filialne:
- św. Józefa Robotnika w Borkowicach,
- Świętych Piotra i Pawła w Wierzchach.

## Duszpasterze[3]

### Proboszczowie
- ks. Jan Wesoły,
- ks. Jan Wieczorek,
- ks. Piotr Gołąbek,
- ks. Piotr Piontek.

### Wikariusze po 1945 roku
- ks. Norbert Panusz[1],
- ks Hieronim Gorszczuk – rezydent.

## Grupy parafialne[4]
- Ministranci,
- Lektorzy,
- Szafarze Komunii Świętej,
- Dzieci Maryi,
- Franciszkański Zakon Świeckich,
- Róże Różańcowe,
- Orkiestra parafialna,
- Caritas,
- Rada Duszpasterska.